# Clappertonia ficifolia
Clappertonia ficifolia là một loài thực vật có hoa trong họ Cẩm quỳ. Loài này được (Willd.) Decne. mô tả khoa học đầu tiên năm 1846.